# Даунд
Даунд (दौंड) — місто в штаті Махараштра, округ Пуне.

## Короткі відомості
Згадки про Даунд відносяться до 16-кінця 17 століття, коли маратхський генерал Шагайї Райє Бхонсле (батько Шиваджі) був сардаром Ахмеднагарського султанату, у тому часі він отримав Даунд як джагір, у тому числі форт Бахадур в Педґаоні — руїни станом на 21 сторіччя збереглися.
1739 року Мастані — дружина шостого пешви Баджі Рао I мала суперечності із родиною пешви, він перемістив її володіння з Пуне в місцевість біля сучасного Даунда, на берегах річок Бхіма, Ґодаварі та інших. В ті часи Даунд славився ярмарком, де продавали поні, які розводили в цих місцях.
За британського правління Даунд розвивався, 1870 року розпочалося будівництво залізниці, через місто пройшла гілка Бомбей — Солапур, збудовано метрову колію Даунд — Бараматі; місто стало пересадочним пунктом після побудови відтинку Даунд — Манмад. 1928 року побудовано міст через річку Бхіма. В 20 столітті тут працювали заводи по виробництву обладнання для паротягів, у місті працювало близько 125 парових машин, через що був великий рівень забруднення. Тут був розвинений виробіток цегли, яка доставлялася в багато індійських міст. За 3 км від міста знаходився британський радіопередавальний пристрій. 1930 року в місті збудовано перший готель, 1940-го — наступний. 1938 року в місті відкрився кінотеатр. Під час Другої світової війни в Даунді протягом 1942—1945 років знаходилося два воєнні табори.
Місто розташоване на західній частині плато Декан, за 80 км від Західних Гат, на південному березі річки Бхіма. На південний схід від міста на річці утворено водосховище Уйяні завдовжки до 25 км.
Клімат посушливий і гарячий, кількість опадів невелика. З сільськогосподарських культур вирощують — пшениця, цукрова тростина, апельсини, солодкий лайм. Велика кількість працездатного населення міста працює в «Maharashtra Industrial Development Corporation». Також в місті виробляються форми для фармацевтичної промисловості, тут розміщені потужності фірм «Cipla», «Emcure Pharmaceuticals». В Даунді знаходиться один із навчальних центрів поліції Махараштри.
Даунд є важливим зупинним пунктом у північному напрямку — з Мумбаї, у Гуджарат, Мадх'я-Прадеш, Раджастхан. Через Даунд проходять поїзди в напрямку Нью-Делі, Джамму та Гоа. Місто знаходиться і 9 км від автомобільної дороги національного значення (National Highway 9 (India)).
Серед пам'яток у місті є храм бога Ґанеша Сіддхівінаяк, храм Віттал, дев'ять мечетей. За 15 км від міста розташований стародавній храм Бхубанешвар.